# Kapás Dezső
Kapás Dezső (Debrecen, 1940. október 24. – Budapest, 1993. június 15.) Jászai Mari-díjas magyar rendező, író, tanár. Felesége Káplár Éva festőművész.

## Élete
1963-ban végezte el a Színház- és Filmművészeti Egyetem rendező szakát, majd a Miskolci Nemzeti Színház tagja lett. 1964-1990 között a Vígszínház rendezője, majd 1990-1991 között a Veszprémi Petőfi Színház főrendezője.
Rendezéseiben a szürrealista líra ugyanúgy helyet kapott, mint a keserű élethelyzetek groteszk-erőteljes megjelenítése.
A Színművészeti Főiskolán 1970-től haláláig tanár, majd osztályvezető tanár is.

## Művei
- Anyám halálai; Magvető, Bp., 1979
- Papírkosár. Novellák, karcolatok; Magvető, Bp., 1986

## Főbb rendezései
- Krúdy Gy.: A vörös postakocsi

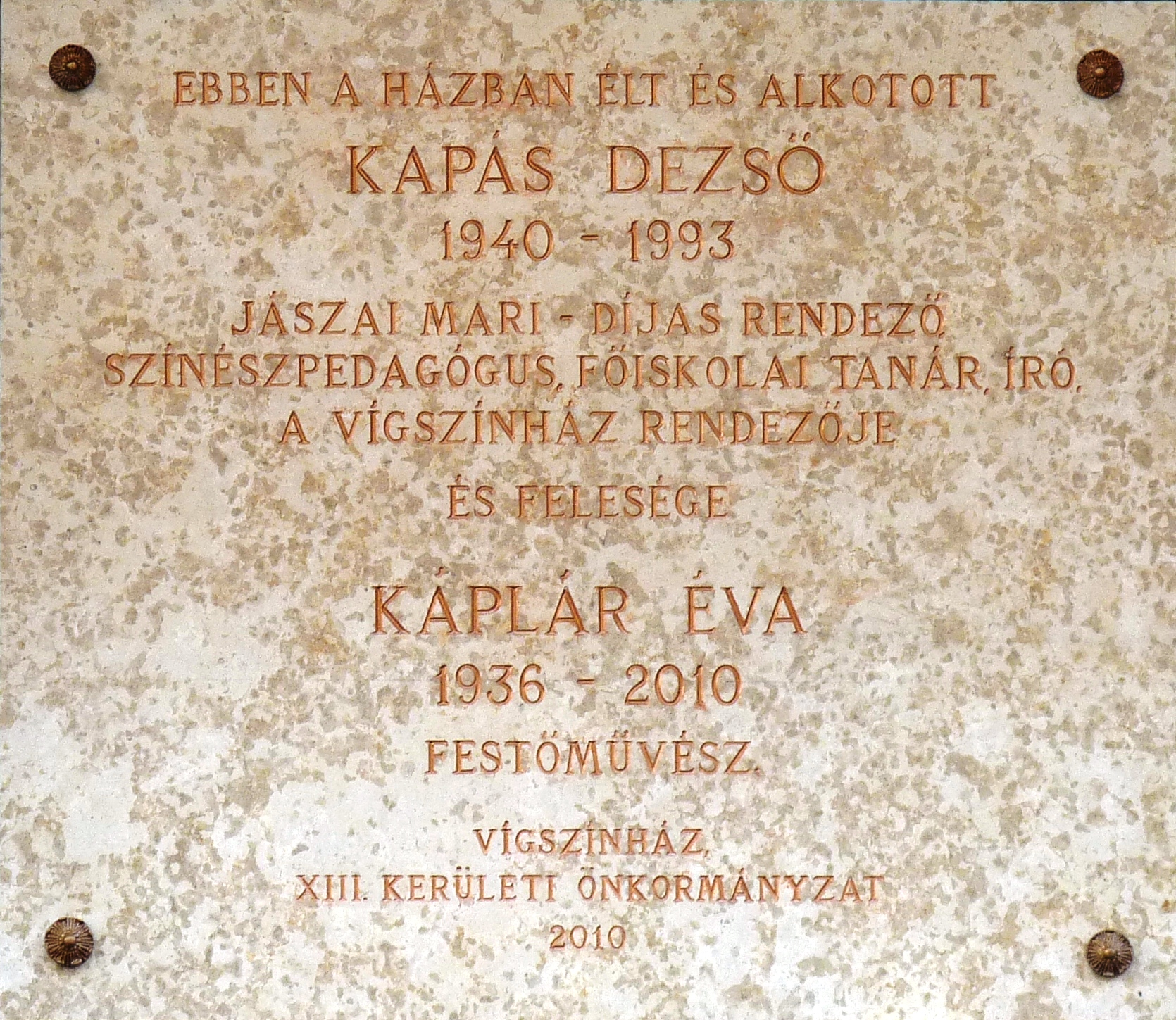
Kapás Dezső és felesége, Káplár Éva emléktáblája egykori lakhelyük falán

- Dosztojevszkij-Müller P.-Kapás D.: A Karamazov testvérek
- Dosztojevszkij-Kapás D.: Bűn és bűnhődés
- Kesey-Wasserman: Kakukkfészek
- Heller: A 22-es csapdája
- Shaffer: Equus, Amadeus
- Mrożek: Tangó

## Filmjei
- Szép Ernő: Május (TV film) rendező (magyar tévéjáték, 1983)
- Vereség (TV film) forgatókönyvíró (magyar tévéf., 1980)
- Haszontalanok (TV film) forgatókönyvíró (magyar tévéf., 1976)
- Drong, a bohóc (TV film) rendező (magyar portréf., 1976)
- És mégis mozog a föld (TV film) forgatókönyvíró (magyar tévéf., 1973)
- Emberrablás magyar módra forgatókönyvíró (magyar filmszat., 1972)
- Hűség (TV film) forgatókönyvíró (magyar tévéf., 1964)

## Díjai
- Jászai Mari-díj (1982)
- Roboz Imre-díj (1993)